# Lista de aeroportos da Itália
Ver a consulta original do Wikidata.

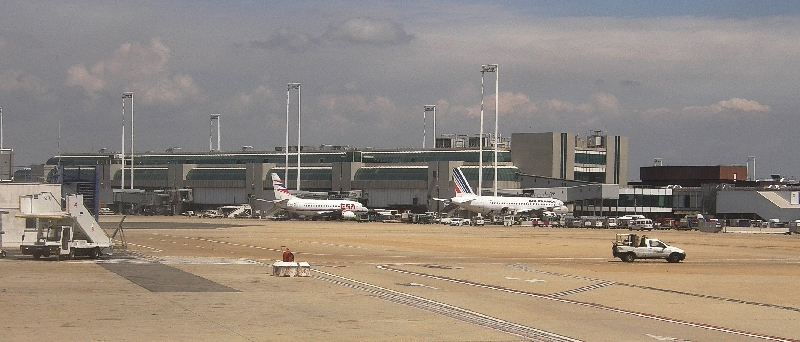
Leonardo da Vinci, o aeroporto mais movimentado da Itália.

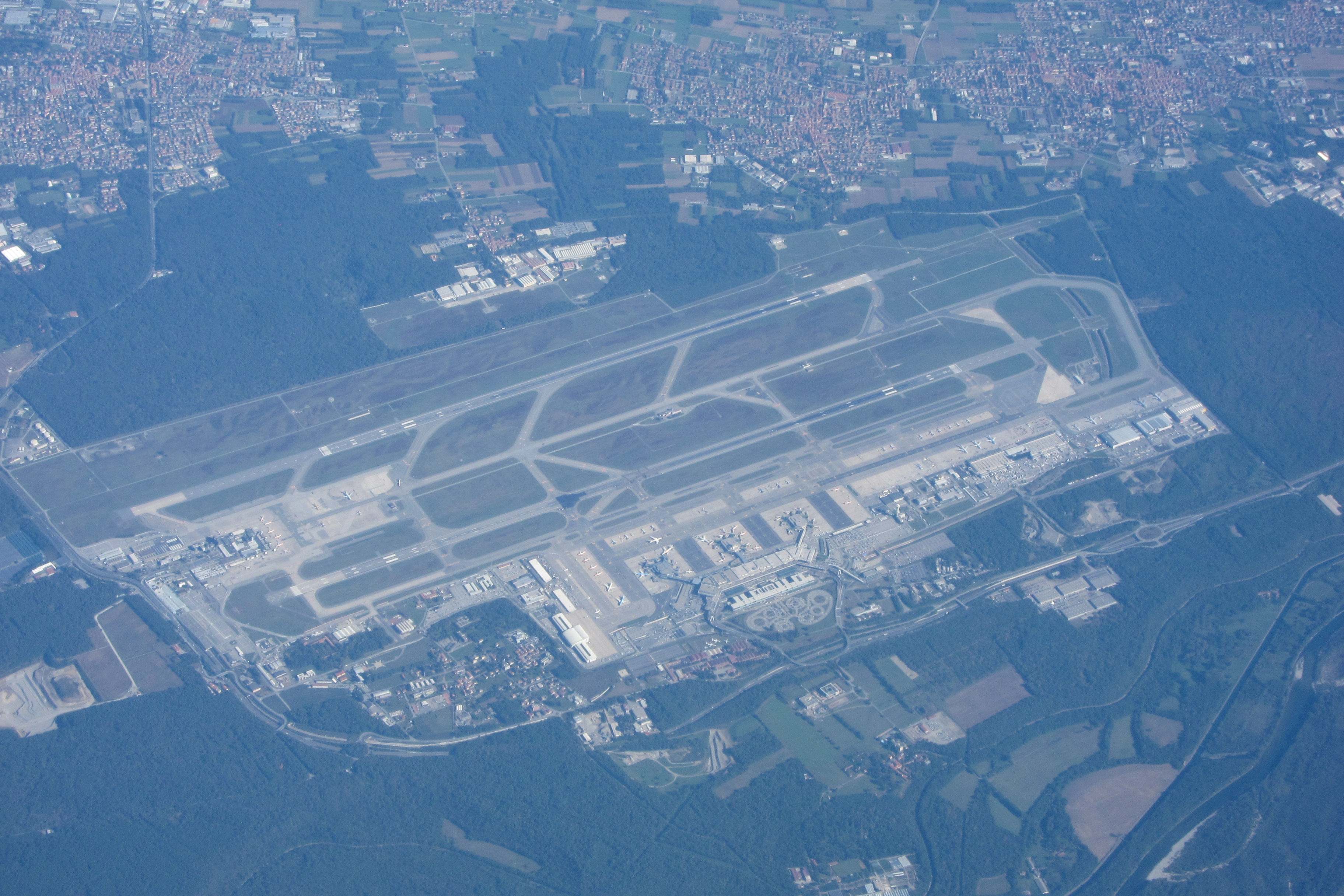
Milão-Malpensa, o 2º aeroporto mais movimentado da Itália.

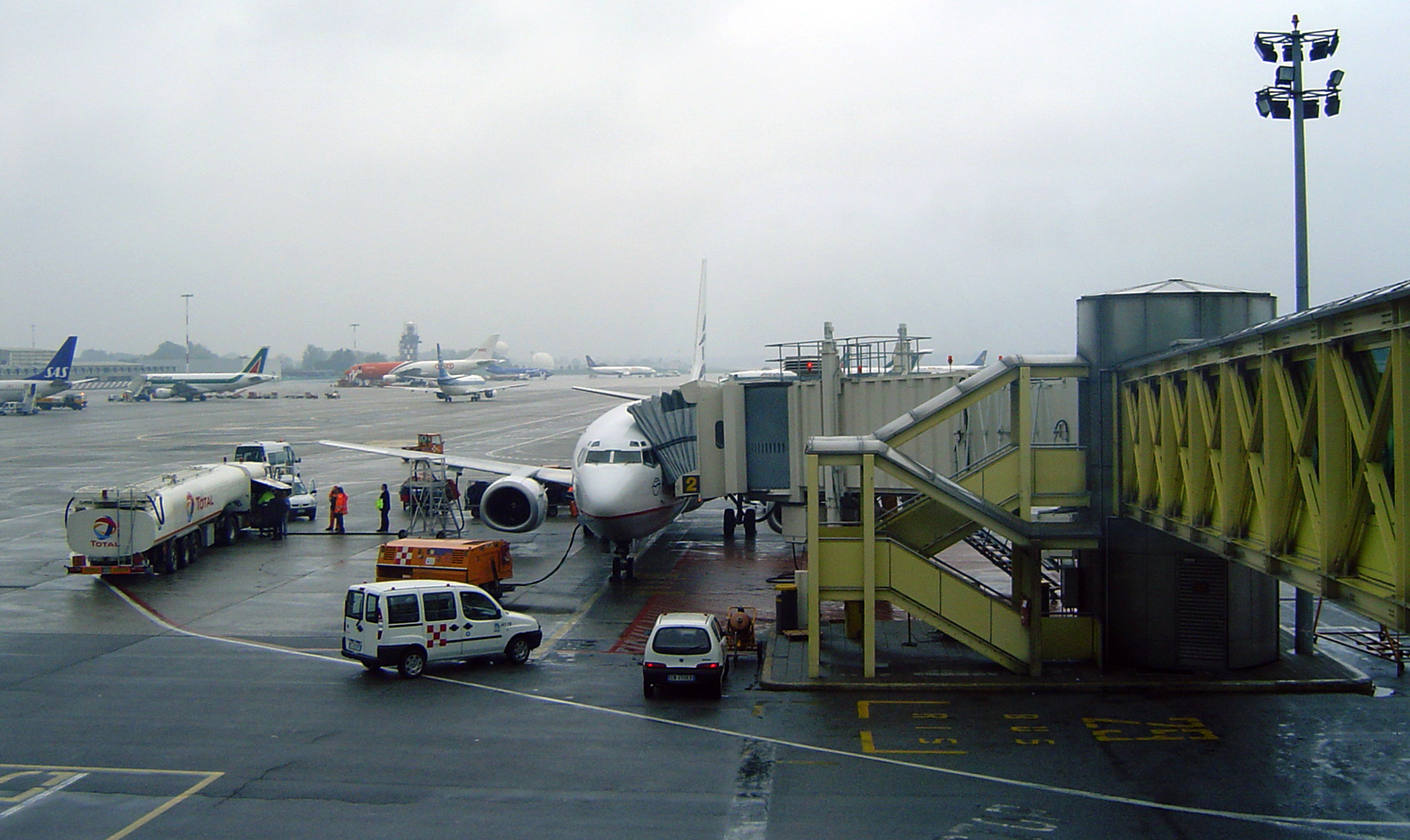
Milan-Linate, o 3º aeroporto mais movimentado da Itália.

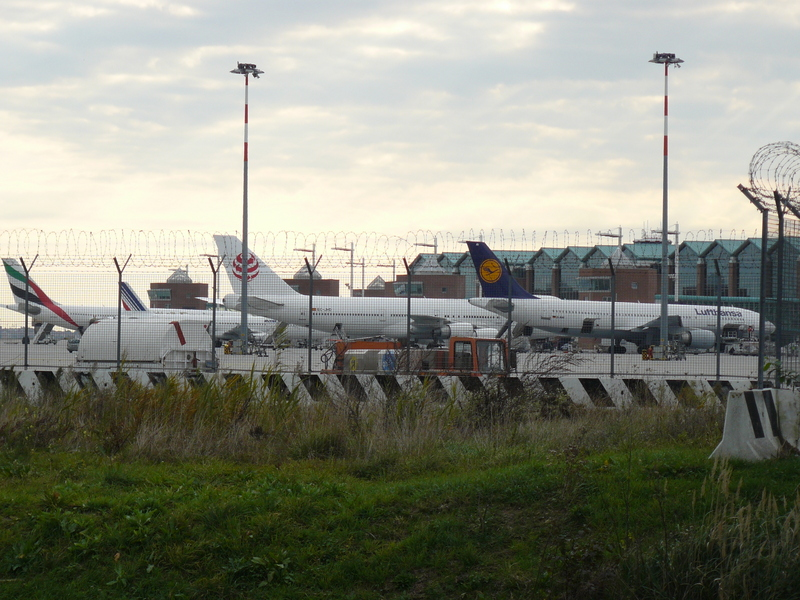
Aeroporto Marco Polo.

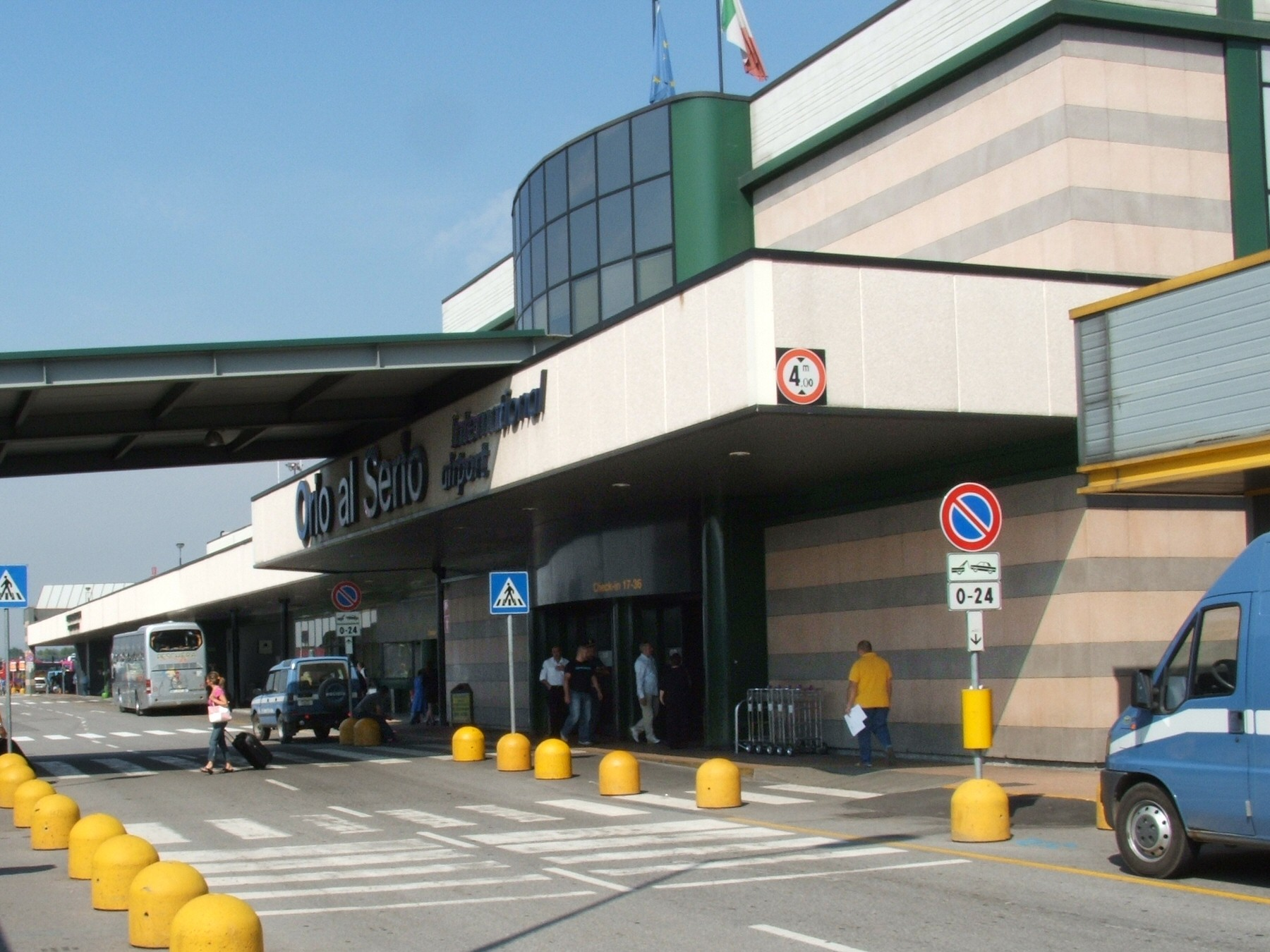
Aeroporto de Bergamo.

Aeroportos mais movimentados da Itália por número de passageiros em 2018
| Posição | Cidade         | Passageiros | Aeroporto                                   |
| ------- | -------------- | ----------- | ------------------------------------------- |
| 1       | Roma-Fiumicino | 42,995,119  | Aeroporto Internacional de Roma             |
| 2       | Milão-Malpensa | 24,725,490  | Aeroporto de Milão-Malpensa                 |
| 3       | Bergamo        | 12,938,572  | Aeroporto Internacional Orio al Serio       |
| 4       | Veneza         | 11,184,608  | Aeroporto Internacional Marco Polo          |
| 5       | Catânia        | 9,933,318   | Aeroporto Internacional de Catânia          |
| 6       | Nápoles        | 9,932,029   | Aeroporto Internacional de Nápoles          |
| 7       | Milão-Linate   | 9,233,475   | Aeroporto de Milão-Linate                   |
| 8       | Bolonha        | 8,506,658   | Aeroporto de Bolonha Panigale               |
| 9       | Palermo        | 6,628,558   | Aeroporto Internacional de Punta Raisi      |
| 10      | Roma-Ciampino  | 5,839,737   | Aeroporto de Roma Ciampino                  |
| 11      | Pisa           | 5,463,090   | Aeroporto de Pisa-San Giusto                |
| 12      | Bari           | 5,030,760   | Aeroporto Internacional Karol Wojtyla       |
| 13      | Cagliari       | 4,370,014   | Aeroporto Mario Mameli                      |
| 14      | Turim          | 4,084,923   | Aeroporto Internacional de Turim            |
| 15      | Verona         | 3,459,807   | Aeroporto Catullo Villafranca               |
| 16      | Veneza         | 3,308,955   | Aeroporto de Veneza Treviso                 |
| 17      | Olbia          | 2,999,253   | Aeroporto de Olbia Costa Smeralda           |
| 18      | Lamezia Terme  | 2,756,211   | Aeroporto de Lamezia Terme                  |
| 19      | Florença       | 2,719,081   | Aeroporto de Florença Peretola              |
| 20      | Brindisi       | 2,478,856   | Aeroporto de Brindisi                       |
| 21      | Gênova         | 1,455,627   | Aeroporto Internacional Cristoforo Colombo  |
| 22      | Alghero        | 1,365,129   | Aeroporto Internacional Riviera del Corallo |
| 24      | Trieste        | 772,517     | Aeroporto Ronchi dei Legionari              |